# Jean Fabre (rugby à XV)
Pour les articles homonymes, voir Jean Fabre et Fabre.

a Compétitions nationales et continentales officielles uniquement.

b Matchs officiels uniquement.
Jean Paul Gabriel Fabre, né le 7 novembre 1935 à Rodez, est un joueur et dirigeant de rugby à XV français, occupant le poste de troisième ligne aile au Stade toulousain durant les années 1960 et en équipe de France (8 sélections).

## Biographie

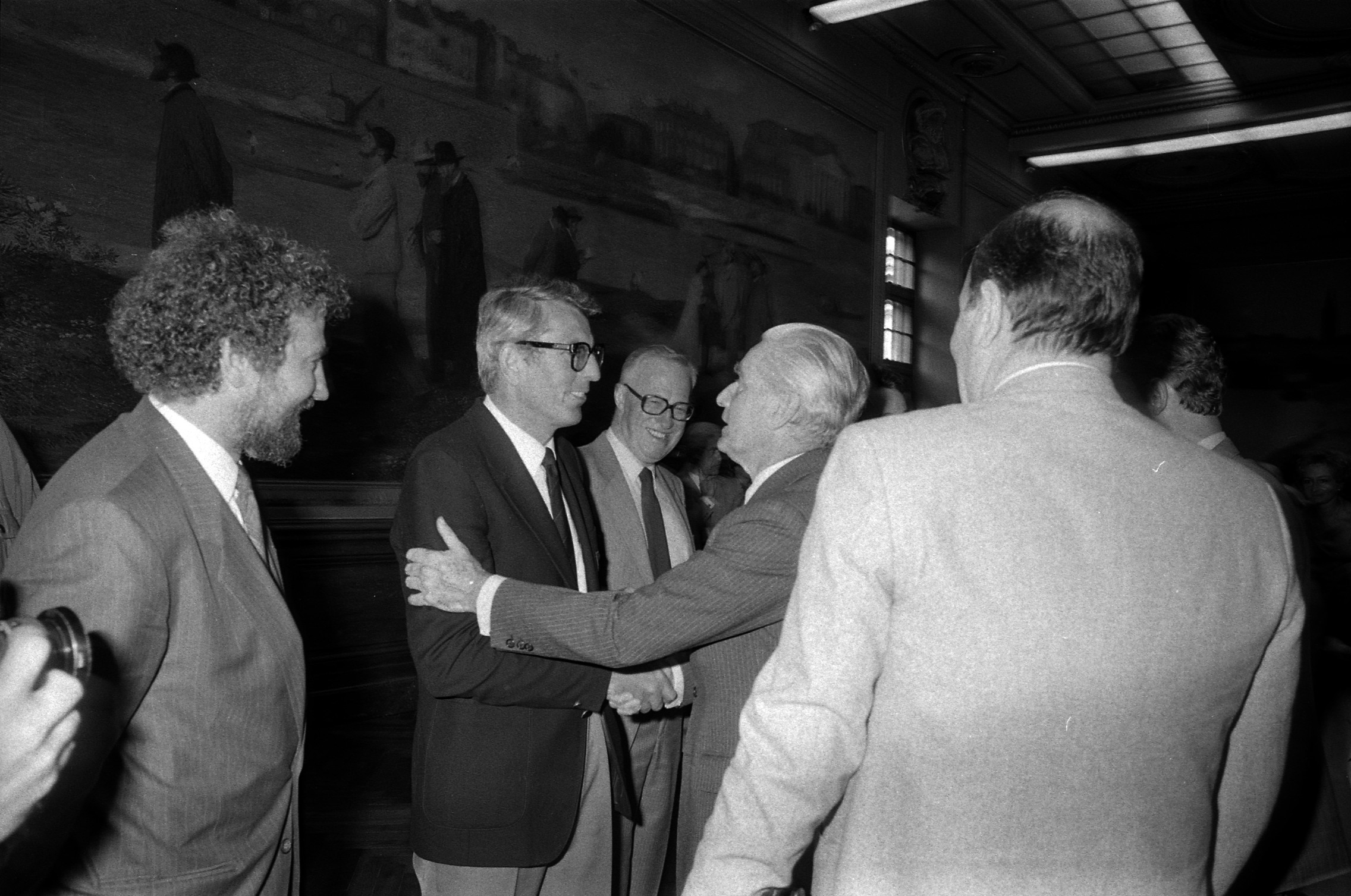
Jean Fabre félicité par le maire de Bordeaux, Jacques Chaban-Delmas, après la victoire du Stade toulousain en finale contre le RC Toulon en 1985.

Né à Rodez, il fait ses études primaires et secondaires dans sa ville natale. Il fait ensuite ses études supérieures à Toulouse où il obtient un doctorat de mathématiques pures.
Il commence le rugby à Rodez en cadet puis continue jusqu'à intégrer l'équipe première. Lors de ses études universitaires à Toulouse il jouera avec le Stade toulousain de 1956 à 1965. Durant cette période, il fut sélectionné huit fois en équipe de France, dont trois fois en tant que capitaine. Il fut également capitaine de l'équipe de France B, de l'équipe des Pyrénées et surtout du Stade toulousain durant huit ans.
Jean Fabre revient ensuite au club de ses débuts, le Stade ruthénois, en tant que capitaine également.
Il est contraint d'arrêter sa carrière à cause de blessures.
À l'arrêt de sa carrière de joueur, il devient président du Stade toulousain rugby de 1980 à 1991, puis président du Stade toulousain omnisports en 1991 et 1992.
Il est l'instigateur des premiers tournois internationaux de clubs, avant l'ère des coupes européennes, malgré les réticences de la fédération.
En 1991, il conduit une liste commune avec le président sortant de la Fédération française de rugby pour l'élection des 35 membres d'un nouveau comité directeur de la FFR le samedi 13 avril 1991. La liste remporte 24 sièges contre 11 à celle emmenée par Robert Paparemborde, le manager général du Racing club de France. Président depuis 1968, Albert Ferrasse entame ainsi un septième mandat. Comme convenu, il s'est engagé à céder la place à Jean Fabre à la fin de l'année. En décembre 1991, il quitte donc la présidence et le comité directeur doit élire le nouveau président. Jean Fabre, successeur naturel de Ferrasse propose un vote à main levée. Le comité directeur lui refuse. Aucun autre candidat ne se présente. Après un vote secret, le nom de Bernard Lapasset, président du comité d'Île-de-France, sort vainqueur. Les listes de Ferrasse et Paparemborde ont fait alliance contre Fabre. Jean Fabre démissionne sur le champ, imité par Max Guibert et Michel Crauste qui le soutenaient.
Il est maire de Coussergues en Aveyron de 2001 à 2014.
Docteur en mathématiques, il a également été professeur de mathématiques à l'Ecole nationale de formation agronomique de Toulouse-Auzeville et a terminé sa carrière dans l'éducation nationale en étant inspecteur général. 
On lui doit l'ouvrage : Rugby : la quatrième mi-temps, éd. Cépaduès, 1999.

## Palmarès
- 8 sélections en équipe de France, de 1963 à 1964  (il en est le capitaine en 1964, année durant laquelle le jeune Walter Spanghero lui succède à son poste)
- Également capitaine du Stade toulousain
- Champion de France 2e division avec le Stade ruthénois en 1970